# Agrilus egenus
Agrilus egenus es una especie de insecto del género Agrilus, familia Buprestidae, orden Coleoptera, descrita por Gory, 1841.
Se encuentra en el este de Estados Unidos. Las larvas se encuentran en Robinia (Fabaceae).